# Centre d'Estudis Ribagorçans
Centre d'Estudis Ribagorçans (CERib) (aragonès Zentro de Estudios Ribagorzans, castellà Centro de Estudios Ribagorzanos) és una institució cultural de la Franja de Ponent creada a Benavarri el 2003 com filial de l'Instituto de Estudios Altoaragoneses, i que pretén ser l'aglutinant de persones, associacions culturals i altres entitats privades i públiques preocupades per l'estudi, la investigació, la conservació i l'aprofitament dels valors culturals de la Ribagorça. Té dues seccions, una a Benavarri i l'altra a Pont de Suert. El seu Secretari General és Carles Barrull.
Forma part d'Iniciativa Cultural de la Franja i edita la revista Ripacurtia. Organitza jornades anyals de caràcter històric i cultural amb la col·laboració d'institucions com la UAB, la Universitat de Tolosa de Llenguadoc i l'Instituto de Estudios Altoaragoneses. També organitzà en el VII Col·loqui d'Estudis Transpirinencs juntament amb el Conselh Generau d'Aran, l'Archiu Istòric Generau d'Aran, l'Institut d'Estudis Aranesi, el Centre d'Estudis Comarcals del Ripollès, el Patronat Francesc Eiximenis, la Diputació de Girona, l'Institut Ramon Muntaner i la Coordinadora de Centres d'Estudis de Parla Catalana.